# Malå IF
Malå IF är en idrottsförening i Malå kommun i Västerbottens län. Förening grundades 1936, men redan dessförinnan förekom fotboll, skidåkning och handboll på orten. 1943 beslutades att anlägga slalombacke vilket ledde till ett uppsving för den alpina idrotten i Malå. 
1951 beslutade man att starta upp ishockeyverksamhet i föreningen och en rink började byggas som stod klar 1952. Första matchen spelades mot Sorsele borta och förlorades med 14–1. Banan var dock inte helt jämn och en så ny bana anlades till säsongen 1952/53. Framgångarna lät inte vänta 1959 spelade man i Division II. Säsongen 2002/2003 nådde föreningen Division 1 i ishockey, men lyckades inte hålla sig kvar. Bedriften har sedan inte kunnat upprepas utan ishockeylaget har hållit sig i division 2 och 3.